# 世紀球場 (哥倫比亞)
世紀球場（西班牙語：Estadio Centenario de Armenia）是一座位於哥倫比亞亞美尼亞城的多功能體育場。本體育場為哥倫比亞球隊昆迪奧體育會（Deportes Quindío）的主場。興建於1988年，可容納20,716人。